# Campeonato Mundial de Atletismo Júnior de 2012 - Lançamento de martelo feminino
A prova do lançamento de martelo feminino do Campeonato Mundial de Atletismo Júnior de 2012 ocorreu entre os dias 12 e 14 de julho em Barcelona, na Espanha. 

## Recordes
Antes desta competição, os recordes mundiais e do campeonato nesta prova eram os seguintes:
|     | Nome         | Nacionalidade | Distância | Local     | Data                |
| --- | ------------ | ------------- | --------- | --------- | ------------------- |
| WJR | Zhang Wenxiu | China         | 73.24 m   | Changsha  | 24 de junho de 2005 |
| CR  | Bianca Perie | Roménia       | 67.95 m   | Bydgoszcz | 9 de julho de 2008  |

Os seguintes recordes mundiais ou do campeonato foram estabelecidos durante esta competição: 
| Data        | Evento | Nome                | Nacionalidade | Distância | Notas                 |
| ----------- | ------ | ------------------- | ------------- | --------- | --------------------- |
| 14 de julho | Final  | Alexandra Tavernier | França        | 70.62     | Recorde do campeonato |

## Medalhistas
| Ouro                      | Prata               | Bronze                    |
| Alexandra Tavernier (FRA) | Alexia Sedykh (FRA) | Alena Navahrodskaya (BLR) |

## Cronograma
Todos os horários são locais (UTC+1).
| Data        | Hora  | Evento       |
| ----------- | ----- | ------------ |
| 12 de julho | 13:00 | Qualificação |
| 14 de julho | 18:30 | Final        |

## Resultados

### Qualificação
Qualificação: 62,00 m (Q) ou pelo menos melhor 12 qualificado (q) 
| Posição | Grupo | Atleta                 | Nacionalidade  | Tentativas | Tentativas | Tentativas | Resultados | Notas                |
| Posição | Grupo | Atleta                 | Nacionalidade  | 1          | 2          | 3          | Resultados | Notas                |
| ------- | ----- | ---------------------- | -------------- | ---------- | ---------- | ---------- | ---------- | -------------------- |
| 1       | B     | Alexandra Tavernier    | França         | 66.22      |            |            | 66.22      | Q                    |
| 2       | B     | Alena Navahrodskaya    | Bielorrússia   | 59.44      | 65.61      |            | 65.61      | Q                    |
| 3       | A     | Alexia Sedykh          | França         | 65.54      |            |            | 65.54      | Q                    |
| 4       | A     | Julia Ratcliffe        | Nova Zelândia  | X          | 63.22      |            | 63.22      | Q                    |
| 5       | B     | Na Luo                 | China          | 61.54      | X          | 59.45      | 61.54      | q                    |
| 6       | A     | Iliána Korosídou       | Grécia         | 60.09      | X          | 61.01      | 61.01      | q                    |
| 7       | B     | Bianca Lazar Fazecas   | Roménia        | X          | 51.01      | 60.92      | 60.92      | q,                   |
| 8       | B     | Abbi Carter            | Reino Unido    | 60.75      | 58.70      | 55.87      | 60.75      | q,                   |
| 9       | A     | Shelby Ashe            | Estados Unidos | X          | 60.19      | X          | 60.19      | q                    |
| 10      | A     | Réka Gyurátz           | Hungria        | X          | 56.22      | 60.01      | 60.01      | q                    |
| 11      | A     | Elizabeta Tsareva      | Rússia         | 59.93      | 54.34      | 53.34      | 59.93      | q                    |
| 12      | B     | Eva Reinders           | Países Baixos  | 59.32      | X          | 57.57      | 59.32      | q                    |
| 13      | A     | Danielle McConnell     | Austrália      | 53.67      | 58.87      | 58.94      | 58.94      |                      |
| 14      | B     | Viktoriya Sadova       | Rússia         | 57.46      | 58.78      | X          | 58.78      |                      |
| 15      | B     | Heli Rinnekari         | Finlândia      | X          | 57.99      | 58.01      | 58.01      |                      |
| 16      | B     | Jennifer Nevado        | Espanha        | X          | 53.49      | 57.93      | 57.93      |                      |
| 17      | B     | Mikayla Genge          | Austrália      | 57.87      | X          | X          | 57.87      | Recorde pessoal      |
| 18      | B     | DeAnna Price           | Estados Unidos | 55.03      | 56.34      | 57.82      | 57.82      |                      |
| 19      | B     | Valeriia Semenkova     | Ucrânia        | 57.45      | X          | X          | 57.45      | Recorde da temporada |
| 20      | B     | Petra Jakeljic         | Croácia        | 56.11      | 56.03      | 56.65      | 56.65      |                      |
| 21      | A     | Roxana Perie           | Roménia        | 50.13      | 56.18      | 54.84      | 56.18      |                      |
| 22      | A     | Yolanda González       | México         | 49.35      | 55.66      | 55.19      | 55.66      |                      |
| 23      | A     | Claudia Štravs         | Eslovênia      | 54.19      | 54.45      | 53.86      | 54.45      |                      |
| 24      | B     | Veronika Kanuchová     | Eslováquia     | X          | 54.30      | X          | 54.30      |                      |
| 25      | A     | Génesis Olivera        | Venezuela      | 51.11      | X          | 54.23      | 54.23      |                      |
| 26      | B     | Paola Miranda          | Paraguai       | X          | 53.14      | X          | 53.14      |                      |
| 27      | A     | Catherine Beatty       | Chipre         | X          | 52.42      | 52.19      | 52.42      |                      |
| 28      | A     | Marinda Petersson      | Suécia         | 50.25      | 49.61      | X          | 50.25      |                      |
| 29      | B     | Agápi Proskinitopoúlou | Grécia         | X          | 49.16      | X          | 49.16      |                      |
| 30      | B     | Sandra Malinowska      | Polónia        | X          | 45.19      | X          | 45.19      |                      |
| -       | A     | Al'ona Shamotina       | Ucrânia        | X          | X          | X          | NM         |                      |
| -       | A     | Daniela Gómez          | Argentina      | X          | X          | X          | NM         |                      |
| -       | B     | Ecem Akçakara          | Turquia        | X          | X          | X          | NM         |                      |
| -       | B     | Eleni Larsson          | Suécia         | X          | X          | X          | NM         |                      |
| -       | B     | Fruzsina Fertig        | Hungria        | X          | X          | X          | NM         |                      |
| -       | A     | Hanna Zinchuk          | Bielorrússia   | X          | X          | X          | NM         |                      |
| -       | A     | Malwina Kopron         | Polónia        | X          | X          | X          | NM         |                      |
| -       | A     | Mikaela Gerkman        | Finlândia      | X          | X          | X          | NM         |                      |
| -       | A     | Sara Savatovic         | Sérvia         | X          | X          | X          | NM         |                      |

### Final
A prova final foi realizada no dia 14 de julho ás 18:30. 
| Posição           | Atleta               | Nacionalidade  | Tentativas | Tentativas | Tentativas | Tentativas | Tentativas | Tentativas | Resultados | Notas                 |
| Posição           | Atleta               | Nacionalidade  | 1          | 2          | 3          | 4          | 5          | 6          | Resultados | Notas                 |
| ----------------- | -------------------- | -------------- | ---------- | ---------- | ---------- | ---------- | ---------- | ---------- | ---------- | --------------------- |
| Medalha de ouro   | Alexandra Tavernier  | França         | 66.14      | X          | X          | 70.62      | 69.12      | X          | 70.62      | Recorde do campeonato |
| Medalha de prata  | Alexia Sedykh        | França         | 65.29      | 67.34      | 64.99      | 66.76      | 63.74      | 65.64      | 67.34      |                       |
| Medalha de bronze | Alena Navahrodskaya  | Bielorrússia   | 62.96      | 67.13      | X          | 63.26      | X          | 60.89      | 67.13      | Recorde pessoal       |
| 4                 | Julia Ratcliffe      | Nova Zelândia  | 60.62      | 67.00      | 65.90      | X          | 66.63      | 65.33      | 67.00      | OJC                   |
| 5                 | Iliána Korosídou     | Grécia         | 61.00      | 60.36      | 63.32      | 58.90      | 59.62      | X          | 63.32      | Recorde pessoal       |
| 6                 | Na Luo               | China          | X          | 60.28      | 63.19      | 59.77      | 59.89      | X          | 63.19      |                       |
| 7                 | Eva Reinders         | Países Baixos  | 61.63      | 59.40      | X          | X          | 59.08      | 56.27      | 61.63      |                       |
| 8                 | Réka Gyurátz         | Hungria        | 57.25      | 60.88      | 59.46      | X          | 58.38      | 60.09      | 60.88      |                       |
| 9                 | Elizabeta Tsareva    | Rússia         | 58.70      | 55.85      | 60.72      |            |            |            | 60.72      |                       |
| 10                | Shelby Ashe          | Estados Unidos | X          | 58.62      | X          |            |            |            | 58.62      |                       |
| 11                | Bianca Lazar Fazecas | Roménia        | 57.67      | X          | 58.09      |            |            |            | 58.09      |                       |
| 12                | Abbi Carter          | Reino Unido    | 56.46      | 56.49      | X          |            |            |            | 56.49      |                       |

Legenda
| Recorde mundial       | Recorde mundial (World record)               |                       | Recorde africano                      | Recorde africano (African) |                                           | Q | Classificado por posição (Qualified) |
| Recorde do campeonato | Recorde do campeonato (Championship record)  | Recorde da América    | Recorde da América (Americas)         | q                          | Classificado por melhor tempo (Qualified) |   |                                      |
| Melhor marca do ano   | Melhor marca do ano (World leading)          | Recorde asiático      | Recorde asiático (Asian)              | DNS                        | Não largou (Did not start)                |   |                                      |
| Recorde nacional      | Recorde nacional (National record)           | Recorde europeu       | Recorde europeu (European)            | DNF                        | Não terminou (Did not finish)             |   |                                      |
| Recorde pessoal       | Recorde pessoal do atleta (Personal best)    | Recorde da Oceania    | Recorde da Oceania (Oceania)          | DSQ / DQ                   | Desclassificado (Disqualified)            |   |                                      |
| Recorde da temporada  | Recorde da temporada do atleta (Season best) | Recorde sul-americano | Recorde sul-americano (South America) | NM                         | Sem marca (No mark)                       |   |                                      |